# Rylan Wiens
Rylan Mackenzie Wiens (* 2. Januar 2002 in Calgary, Alberta) ist ein kanadischer Wasserspringer.

## Erfolge
Rylan Wiens begann im Alter von sechs Jahren mit dem Wasserspringen und gewann bereits im Alter von zehn Jahren seinen ersten nationalen Titel im Juniorenbereich. Bei den Erwachsenen gelang ihm 2021 der internationale Durchbruch. Beim Weltcup belegte er den dritten Platz im Turmspringen, womit er Kanada in dieser Disziplin einen Startplatz bei den 2021 ausgetragenen Olympischen Spielen in Tokio sicherte. Diesen Platz erhielt er selbst, nachdem er bei den nationalen Ausscheidungskämpfen den zweiten Platz belegt hatte. Im olympischen Wettbewerb schied er mit 366,70 Punkten als 19. nach der Vorrunde aus. Sehr erfolgreich verlief für Wiens das Jahr 2022. So sicherte er sich zunächst im Synchronspringen der Weltmeisterschaften in Budapest mit Nathan Zsombor-Murray die Bronzemedaille. Bei den Commonwealth Games in Birmingham gewann er mit Zsombor-Murray ebenso die Silbermedaille wie auch in der Einzelkonkurrenz vom Zehn-Meter-Turm. Wiens und Zsombor-Murray gewannen ein Jahr darauf bei den Panamerikanischen Spielen in Santiago de Chile eine weitere Silbermedaille.
Da Wiens und Zsombor-Murray die Weltmeisterschaften 2024 in Doha im Synchronspringen auf dem fünften Platz abschlossen, qualifizierten sie sich für die Olympischen Spiele 2024 in Paris. Im Einzel gelang Wiens ebenfalls ein fünfter Platz, mit dem er sich einen weiteren olympischen Startplatz sicherte. In der Einzelkonkurrenz überstand Wiens dann auch als Dritter die Vorrunde und beendete das Halbfinale auf Rang fünf. Im Finale erhielt er eine Gesamtpunktzahl von 445,60 Punkten und schloss den Wettkampf damit auf dem siebten Platz ab. Im Synchronspringen erzielte er mit Nathan Zsombor-Murray in den insgesamt sechs Sprüngen 422,13 Punkte. Damit gewannen sie hinter dem siegreichen chinesischen Duo Lian Junjie und Yang Hao, die sich mit 490,35 Punkten die Goldmedaille sicherten, und den mit 463,44 Punkten zweitplatzierten Briten Tom Daley und Noah Williams als Dritte die Bronzemedaille.
Wiens studiert Bewegungswissenschaften an der University of Saskatchewan.